# Rock ‘n’ Roll Damnation
Rock ‘n’ Roll Damnation ist ein Rocksong der australischen Band AC/DC und die einzige Single aus dem Album Powerage. Er wurde im Mai 1978 veröffentlicht. 

## Entstehung und Inhalt
Der Song wurde von Angus Young, Malcolm Young und Bon Scott geschrieben und von Harry Vanda und George Young produziert. Die Aufnahmen fanden im März 1978 statt. Der Song wurde als letzter des Albums aufgenommen, weil die Plattenfirma noch eine radiofreundliche Single haben wollte. Auf den ersten Pressungen des Albums Powerage war der Song noch nicht enthalten. Das Lied ist ein recht schneller Hard-Rock-Song mit melodischem und zugänglich gehaltenen Refrain. Der Songtext handelt vom Leben als Rockmusiker, das von der Gesellschaft oft verdammt wird.

## Musikvideo
Das offizielle Musikvideo wurde bei YouTube über 6,6 Millionen Mal abgerufen (Stand: Februar 2021).

## Veröffentlichung und Rezeption
Rock ‘n’ Roll Damnation wurde im Mai 1978 als einzige Single aus dem Album Powerage ausgekoppelt. Die B-Seite war Sin City. Die Single erreichte im Vereinigten Königreich in neun Chartwochen mit Rang 24 ihre höchste Chartnotierung. Hier ist es der erste Charterfolg der Band, wenngleich einige früher erschienene Singles sich später noch platzieren konnten. Auch in den Niederlanden (Platz 18) und Belgien (Flandern, Platz 21) konnte sich die Single platzieren.
Der Song wurde live auf der Powerage-Tour gespielt. 2003 wurde er von Brian Johnson während der Welttournee der Band gesungen. 1978 erschien er auf dem Livealbum If You Want Blood You’ve Got It. Ebenfalls ist er auf dem Soundtrackalbum für Iron Man 2 enthalten.

## Coverversionen
Coverversionen existieren von Eric McFadden sowie von Buckcherry.